# Torneo del Interior A 2023
El Torneo del Interior A 2023 fue la XX edición de la competencia de clubes del interior más importante de rugby en Argentina.

## Equipos
- Clasificados por los torneos:[1]

- Torneo Regional del Litoral
  - Club Atlético Estudiantes (Paraná)
  - Santa Fe Rugby Club
  - Duendes Rugby Club
  - Club Gimnasia y Esgrima de Rosario
  - Jockey Club de Rosario

- Córdoba
  - Córdoba Athletic Club
  - San Martin Villa María
  - Urú Curé Rugby Club
  - Jockey Club Córdoba
  - Universitario Córdoba

- NOA
  - Old Lions Rugby Club
  - Universitario Tucumán
  - Los Tarcos Rugby Club
  - Tucumán Rugby Club

- CUYO
  - Marista Rugby Club

- NEA
  - CURNE

## Fase de grupos
Zona 1
| Equipos                            | Encuentros | Encuentros | Encuentros | Encuentros | Pts. Bonus | Pts. Bonus | Puntos |
| Equipos                            | PJ         | PG         | PE         | PP         | OF         | DF         | Puntos |
| ---------------------------------- | ---------- | ---------- | ---------- | ---------- | ---------- | ---------- | ------ |
| Córdoba Athletic Club              | 7          | 5          | 0          | 2          | 2          | 1          | 23     |
| Universitario Tucumán              | 7          | 5          | 0          | 2          | 1          | 1          | 22     |
| Urú Curé Rugby Club                | 7          | 4          | 0          | 3          | 2          | 2          | 20     |
| Club Atlético Estudiantes (Paraná) | 7          | 4          | 1          | 2          | 2          | 0          | 20     |
| Santa Fe Rugby Club                | 7          | 3          | 0          | 4          | 1          | 2          | 15     |
| San Martin Villa María             | 7          | 3          | 0          | 4          | 0          | 1          | 13     |
| Los Tarcos Rugby Club              | 7          | 2          | 1          | 4          | 0          | 0          | 10     |
| CURNE                              | 7          | 1          | 0          | 6          | 0          | 2          | 6      |
Zona 2
| Equipos                            | Encuentros | Encuentros | Encuentros | Encuentros | Pts. Bonus | Pts. Bonus | Puntos |
| Equipos                            | PJ         | PG         | PE         | PP         | OF         | DF         | Puntos |
| ---------------------------------- | ---------- | ---------- | ---------- | ---------- | ---------- | ---------- | ------ |
| Marista Rugby Club                 | 7          | 7          | 0          | 0          | 2          | 0          | 30     |
| Jockey Club de Rosario             | 7          | 5          | 0          | 2          | 0          | 1          | 21     |
| Club Gimnasia y Esgrima de Rosario | 7          | 4          | 0          | 3          | 1          | 3          | 20     |
| Jockey Club Córdoba                | 7          | 4          | 0          | 3          | 1          | 2          | 19     |
| Duendes Rugby Club                 | 7          | 3          | 0          | 4          | 1          | 4          | 17     |
| Tucumán Rugby Club                 | 7          | 3          | 0          | 4          | 0          | 2          | 14     |
| Universitario Córdoba              | 7          | 2          | 0          | 5          | 0          | 2          | 10     |
| Old Lions Rugby Club               | 7          | 0          | 0          | 7          | 0          | 3          | 3      |

## Fase Final

### Cuadro de desarrollo
|  | Cuartos de final | Cuartos de final                   | Cuartos de final       |                        |                       | Semifinales           | Semifinales           | Semifinales           |    |  | Final           | Final           | Final           |  |
|  | 28 de octubre    | 28 de octubre                      | 28 de octubre          |                        |                       | 4 de noviembre        | 4 de noviembre        | 4 de noviembre        |    |  | 11 de noviembre | 11 de noviembre | 11 de noviembre |  |
|  |                  |                                    |                        |                        |                       |                       |                       |                       |    |  |                 |                 |                 |  |
|  |                  |                                    |                        |                        |                       |                       |                       |                       |    |  |                 |                 |                 |  |
|  | 1                | Jockey Club de Rosario             | 24                     |                        |                       |                       |                       |                       |    |  |                 |                 |                 |  |
|  | 1                | Jockey Club de Rosario             | 24                     |                        |                       |                       |                       |                       |    |  |                 |                 |                 |  |
|  | 8                | Urú Curé Rugby Club                | 19                     |                        |                       |                       |                       |                       |    |  |                 |                 |                 |  |
|  | 8                | Urú Curé Rugby Club                | 19                     |                        | Córdoba Athletic Club | Córdoba Athletic Club | 30                    |                       |    |  |                 |                 |                 |  |
|  |                  |                                    |                        |                        | Córdoba Athletic Club | Córdoba Athletic Club | 30                    |                       |    |  |                 |                 |                 |  |
|  |                  |                                    | Jockey Club de Rosario | Jockey Club de Rosario | 14                    |                       |                       |                       |    |  |                 |                 |                 |  |
|  |                  |                                    | Jockey Club de Rosario | Jockey Club de Rosario | 14                    |                       |                       |                       |    |  |                 |                 |                 |  |
|  |                  |                                    |                        |                        |                       |                       |                       |                       |    |  |                 |                 |                 |  |
|  |                  |                                    |                        |                        |                       |                       |                       |                       |    |  |                 |                 |                 |  |
|  |                  |                                    |                        |                        |                       |                       | Córdoba Athletic Club | Córdoba Athletic Club | 21 |  |                 |                 |                 |  |
|  |                  |                                    |                        |                        |                       |                       |                       |                       | 21 |  |                 |                 |                 |  |
|  |                  |                                    | Universitario Tucuman  | Universitario Tucuman  | 25                    |                       |                       |                       |    |  |                 |                 |                 |  |
|  |                  |                                    | Universitario Tucuman  | Universitario Tucuman  | 25                    |                       |                       |                       |    |  |                 |                 |                 |  |
|  |                  |                                    |                        |                        |                       |                       |                       |                       |    |  |                 |                 |                 |  |
|  |                  |                                    |                        |                        |                       |                       |                       |                       |    |  |                 |                 |                 |  |
|  |                  | Marista Rugby Club                 | Marista Rugby Club     | 28                     |                       |                       |                       |                       |    |  |                 |                 |                 |  |
|  |                  |                                    |                        | 28                     |                       |                       |                       |                       |    |  |                 |                 |                 |  |
|  |                  |                                    | Universitario Tucuman  | Universitario Tucuman  | 32                    |                       |                       |                       |    |  |                 |                 |                 |  |
|  | 7                | Universitario Tucuman              | Universitario Tucuman  | Universitario Tucuman  | 32                    | 37                    |                       |                       |    |  |                 |                 |                 |  |
|  | 7                | Universitario Tucuman              |                        |                        |                       |                       |                       |                       |    |  |                 |                 |                 |  |
|  | 2                | Club Gimnasia y Esgrima de Rosario | 34                     |                        |                       |                       |                       |                       |    |  |                 |                 |                 |  |
|  | 2                | Club Gimnasia y Esgrima de Rosario | 34                     |                        |                       |                       |                       |                       |    |  |                 |                 |                 |  |
|  |                  |                                    |                        |                        |                       |                       |                       |                       |    |  |                 |                 |                 |  |

| Campeón Universitario |
|                       |